# Planinsko polje
Planinsko polje este o arie protejată (arie de protecție specială avifaunistică — SPA) din Slovenia întinsă pe o suprafață de 1.046,13 ha, integral pe uscat.

## Localizare
Centrul sitului Planinsko polje este situat la coordonatele 45°51′05″N 14°15′21″E / 45.8515°N 14.2558°E.

## Înființare
Situl Planinsko polje a fost declarat arie de protecție specială avifaunistică în aprilie 2004 pentru a proteja 3 specii de animale.

## Biodiversitate
Situată în ecoregiunea alpină, aria protejată nu include niciun habitat protejat.
La baza desemnării sitului se află mai multe specii protejate de  păsări (3): cristeiul de câmp (Crex crex), sfrâncioc roșiatic (Lanius collurio), silvie porumbacă (Sylvia nisoria).